# Полетът на феникса (филм, 2004)
„Полетът на феникса“ (на английски: Flight of the Phoenix) е филм от 2004 г., римейк на този от 1965 г. със същото име и двата базирани на романа „Полетът на феникса“ от 1964 г., разказващ за група оцелели след самолетна катастрофа в пустинята Гоби, които трябва да построят нов самолет от стария, за да се измъкнат.